# Sanulok
Sanulok är ett berg i Indonesien.   Det ligger i provinsen Aceh, i den västra delen av landet, 1 600 km nordväst om huvudstaden Jakarta. Toppen på Sanulok är 449 meter över havet. Sanulok ligger på ön Pulau Simeulue.
Terrängen runt Sanulok är varierad.Runt Sanulok är det ganska glesbefolkat, med 22 invånare per kvadratkilometer. I omgivningarna runt Sanulok växer i huvudsak städsegrön lövskog.